# Samba (film)
Samba is een Franse film uit 2014 onder regie van Olivier Nakache en Eric Toledano. De film ging in première op 7 september op het Internationaal filmfestival van Toronto en is een adaptatie van de roman Samba pour la France van Delphine Coulin.

## Verhaal
Samba Cissé kwam 10 jaar geleden van Senegal naar Frankrijk waar hij zonder verblijfsvergunning allerlei laagbetaalde klussen uitvoert om te overleven. Hij ontmoet Alice die vrijwilligerswerk in het asielcentrum doet nadat ze in een burn-out beland is.

## Rolverdeling

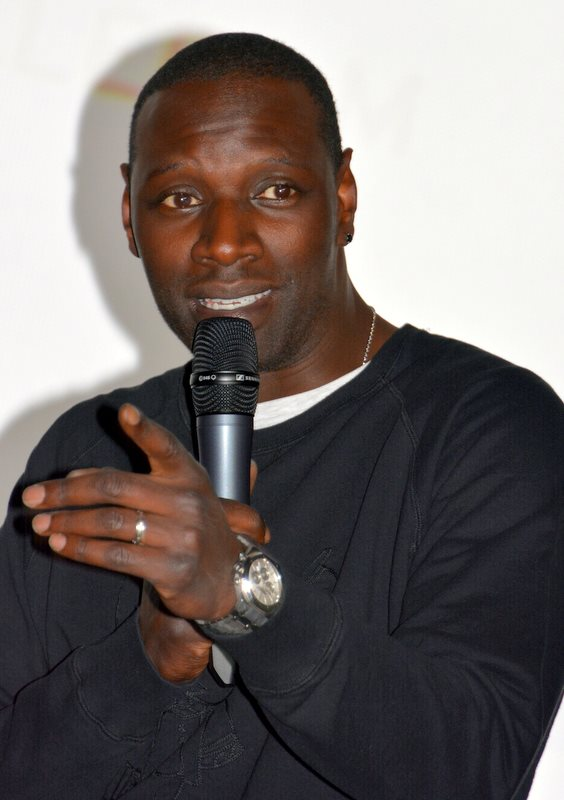
Omar Sy tijdens de avant-première van de film

| Acteur               | Personage   |
| -------------------- | ----------- |
| Omar Sy              | Samba Cissé |
| Charlotte Gainsbourg | Alice       |
| Tahar Rahim          | Wilson      |
| Izïa Higelin         | Manua       |
| Youngar Fall         | Lamouna     |
| Isaka Sawadogo       | Jonas       |
| Hélène Vincent       | Marcelle    |
| Christiane Millet    | Madeleine   |
| Jacqueline Jehanneuf | Maggie      |
| Liya Kebede          | Gracieuse   |
| Clotilde Mollet      | Josiane     |